# Ganeti
Ganeti est un outil de gestion de cluster de machine développé par Google. l'empilage de solution utilise Xen ou KVM comme plate-forme de virtualisation, LVM pour la gestion de disque, et éventuellement DRBD pour la réplication de disque sur des hôtes physiques. Depuis 2007 Ganeti est développé et publié en libre et en logiciel open-source, soumis aux exigences de la licence publique générale GNU (GPL), version 2.
Ganeti est essentiellement une couverture autour d'hyperviseurs existants qui le rend pratique pour les administrateurs système mettant en place un cluster. Il est utilisé par Google pour son infrastructure informatique interne et également utilisé par l'ancien Open Source Development Labs (maintenant Fondation Linux) pour l'hébergement des projets open source.
La première Conférence internationale Ganeti, Ganeticon 2013, a eu lieu en Grèce du 3 au 5 septembre 2013.